# Istočna polutka
Istočna polutka ili Istočna hemisfera geografski je izraz za polovicu Zemlje koja se nalazi istočno od Griničkoga početnoga meridijana koji se nalazi u Greenwichu, London, Ujedinjeno Kraljevstvo, i zapadno od antimeridijana koji prolazi kroz Tihi ocean i dodiruje relativno malo kopna od Sjevernoga do Južnoga pola. Također se koristi za označivanje Afroeuroazije (Afrika i Euroazija) i Australije, za razliku od zapadne polutke koja uglavnom obuhvaća Sjevernu i Južnu Ameriku. Istočna polutka se također može nazvati i orijentalna polutka. Osim toga, može se koristiti u kulturnome ili geopolitičkome smislu kao sinonim za Stari svijet.

## Geografija
Gotovo savršena zamišljena kružnica (Zemlja nije pravilna sfera), provučena kroz polove koja dijelili istočnu od zapadne polutke može biti proizvoljna i rezultat je dogovora za razliku od Ekvatora koji ne može biti proizvoljan i koji dijeli sjevernu od južne polutke. Glavni meridijan na 0° geografske dužine i antimeridijan, na 180° geografske dužine, su konvencionalno prihvaćene granice jer dijele istočne od zapadnih geografskih dužina. Ova konvencija uspostavljena je 1884. godine na Međunarodnoj konferenciji o meridijanima koja je održana u Washingtonu, D.C., gdje su usvojeni standardni vremenski koncepti predloženi od kanadskoga željezničkog inženjera, Sir Sandforda Fleminga.
Slijedom toga, meridijan od 20° zapadne geografske dužine je dijametralno suprotan meridijanu koji se nalazi na 160° istočne geografske dužine i često su izvan fizičkih i navigacijskih ruta.
Središte istočne polutke nalazi se u Indijskome oceanu na raskrižju ekvatora i 90. meridijana, 910 km zapadno od Indonezije, unutar područja devedesetoga istočnoga hrbata. Najbliže kopno je otok Simeulue na 2°35' sjeverne geografske širine i 96°05′ istočne geografske dužine.
Kopnena masa istočne polutke veća je od one zapadne, i ima široku raznolikost staništa.

## Demografija
Od ukupnoga svjetskoga stanovništva 82% stanovništva živi na istočnoj polutki, dok preostalih 18% živi na zapadnoj polutki.